# Verměřovice
Verměřovice (en allemand : Wetzdorf) est une commune du district d'Ústí nad Orlicí, dans la région de Pardubice, en République tchèque. Sa population s'élevait à 794 habitants en 2024.

## Géographie
Verměřovice est arrosée par la rivière Tichá Orlice et se trouve à 4 km au sud-ouest de Jablonné nad Orlicí, à 13 km à l'est-nord-est d'Ústí nad Orlicí, à 56 km à l'est de Pardubice et à 153 km à l'est de Prague.
La commune est limitée par Letohrad à l'ouest et au nord-ouest, par Mistrovice au nord-est, par Bystřec à l'est, par Dolní Čermná au sud, et par Petrovice au sud-ouest.

## Histoire
La première mention écrite de la localité date de 1304.

## Transports
Par la route, Verměřovice trouve à 7 km de Letohrad, à 18 km d'Ústí nad Orlicí, à 78 km de Pardubice et à 187 km de Prague. 